# Ngadirojo (Ngadirojo)
Ngadirojo is een bestuurslaag in het regentschap Pacitan van de provincie Oost-Java, Indonesië. Ngadirojo telt 1858 inwoners (volkstelling 2010).